# Annie Cordy
Annie Cordy, pseudoniem van Léonia Juliana barones Cooreman (Laken, 16 juni 1928 – Vallauris, 4 september 2020), was een Belgische zangeres en actrice. Ze nam meer dan 600 liedjes op, speelde in tientallen musicals en zeventien films. Ze verkocht wereldwijd meer dan vijf miljoen albums en singles en was vooral populair in Franstalig België en Frankrijk.

## Loopbaan
Cordy was actief in de showbizz sinds 1950, al trad ze op 29 augustus 1948 al voor de A.V.R.O.-radio op bij Les Gars de Paris van Frans van Cappelle. Pas in de jaren tachtig verminderden haar activiteiten met gastrollen in televisiefilms en -series. In 1998 vierde ze de vijftigste verjaardag van haar loopbaan met twee uitverkochte avondvoorstellingen in de Olympia in Parijs. 
In 2004 verkreeg Annie Cordy persoonlijke adeldom met de persoonlijke titel van barones. Bij koninklijk besluit van 24 oktober 2013 werd ze bevorderd tot commandeur in de Kroonorde.
Ze overleed in 2020 op 92-jarige leeftijd in haar woning in Zuid-Frankrijk aan een hartaanval.
Cordy was de tante van de Vlaamse zanger Udo.
In de herfst van 2021 kreeg de langste tunnel (2,5 kilometer) van België haar naam: de Annie Cordytunnel. De tunnel heette tot dan Leopold II-tunnel.

## Filmografie
- Si Versailles m'était conté... (Sacha Guitry, 1954)
- Poisson d'avril (Gilles Grangier, 1954)
- Bonjour sourire (Claude Sautet, 1956)
- Le Chanteur de Mexico (Richard Pottier, 1956)
- Ces dames s'en mêlent (Raoul André, 1965)
- Le Passager de la pluie (René Clément, 1970)
- La Rupture (Claude Chabrol, 1970)
- Le Chat (Pierre Granier-Deferre, 1971)
- Le mataf (Serge Leroy, 1973)
- Rue Haute (André Ernotte, 1976)
- Drôles de zèbres (Guy Lux, 1977)
- Un été après l’autre (Anne-Marie Étienne, 1989)
- La Vengeance d'une blonde (Jeannot Szwarc, 1994)
- Le Dernier des fous (Laurent Achard, 2006)
- Disco (Fabien Onteniente, 2008)
- Le crime est notre affaire (Pascal Thomas, 2008)
- Les Herbes folles (Alain Resnais, 2009)